# Universitat Niccolò Cusano
La Universitat Niccolò Cusano —Università degli Studi Niccolò Cusano, UNICUSANO en italià — és una universitat situada a Roma (Via don Carlo Gnocchi, 3). La universitat va ser fundada el 2006 per Stefano Bandecchi. El 2012 la universitat tenia 10.107 estudiants. La universitat té quatres facultats:
- Facultat de Ciències Econòmiques
- Facultat de Dret
- Facultat d'Educació
- Facultat de Ciències Polítiques